# Kvarnträsket (Töre socken, Norrbotten, 734515-180676)
Kvarnträsket är en sjö i Kalix kommun i Norrbotten och ingår i Töreälvens huvudavrinningsområde.